# Стефані Йостен
Стефані Йостен (нід. Stefanie Joosten) — нідерландська модель, співачка та акторка. Вона вперше привернула широку увагу публіки, коли японський розробник відеоігор Konami запросив її на озвучування, захоплення руху та обличчя для персонажу Кваєт у відеогрі 2015 року Metal Gear Solid V: The Phantom Pain.

## Біографія

### Ранні роки
Стефані Йостен народилася в місті Рурмонд, провінція Лімбург, на південному сході Нідерландів. Вона навчалася в Коледжі Бісхоппелійк Брукхін у Рурмонді, де проходила двомовний курс (нідерландською та англійською мовами). Стефані захоплювалася культурою отаку, через що вирішила вивчати японську мову та культуру в Лейденському університеті. У 2009 році вона поїхала до Кіото на рік у рамках програми обміну студентів. Після цього досвіду вона вирішила, що переїде до Токіо, коли отримає диплом в Нідерландах.

### Кар'єра
Перебуваючи в Японії, Стефані Йостен познайомилася з кількома модельними агентствами, які шукали моделей європейської зовнішності. Вона почала працювати моделлю у 2011 році. Після численних дрібних ролей у кіно та рекламі вона отримала дзвінок від таємного агента, який шукав моделей для невідомої відеогри. Йостен, яка захоплювалася японськими іграми з дитинства, здивувалася, коли під час прослуховування впізнала одного з людей. Пізніше вона дізналася, що це був відомий розробник відеоігор Хідео Коджима, що дало їй уявлення про те, для чого вона проходила кастинг. Її обрали як візуальну та голосову модель для Кваєт, одного з центральних жіночих персонажів гри Metal Gear Solid V: The Phantom Pain. Йостен також виконала пісню Quiet's Theme з оригінального саундтреку гри.
На початку 2019 року Йостен приєдналася до акторського складу гри Spacelords, де зіграла роль Sööma. У 2021 році вона приєдналася до акторського складу гри Wanted: Dead, з'явилася у саундтреку до гри, а також взяла участь у проєкті як головний режисер кінематографічних сцен.
У 2022 році Йостен випустила свій дебютний альбом Singing to the Sky, виконавчим продюсером якого став Джорджо Мородер. Альбом містить пісні, написані Мородером, Пітом Беллотте та Томом Вітлоком. Це був перший раз за 40 років, коли Мородер поставив своє ім'я на альбом нової артистки. У записі взяли участь такі відомі музиканти, як Метт Сорум і Кенні Вейн Шеппард. Пірс Мартін з Uncut похвалив пісні, написані в співавторстві з Мородером, але зазначив, що «інші композиції є більш типовими».
У 2023 році Стефані Йостен оголосила про новий альбом Intermission. Перший сингл Tryouts for the Human Race — це співпраця з Джорджо Мородером, кавер на пісню, яку він написав разом із Роном та Расселом Мейлом із гурту Sparks в рамках їхньої першої співпраці у 1979 році.

## Фільмографія

### Відеоігри
| Рік  | Назва                                | Роль                      | Примітки                                                         |
| ---- | ------------------------------------ | ------------------------- | ---------------------------------------------------------------- |
| 2015 | Metal Gear Solid V: The Phantom Pain | Quiet                     | Озвучання (англійською та японською), захоплення руху та обличчя |
| 2016 | ICEY                                 | ICEY                      | Озвучання (англійською та японською)                             |
| 2018 | Muse Dash                            | Оповідачка                | Озвучання                                                        |
| 2019 | Spacelords                           | Sööma                     | Озвучання (англійською), захоплення руху та обличчя              |
| 2019 | Last Labyrinth                       | Katia                     | Озвучання                                                        |
| 2022 | Soulstice                            | Briar, Lute               | Озвучання                                                        |
| 2023 | Wanted: Dead                         | Vivienne Niemantsverdriet | Озвучання, захоплення обличчя                                    |

### Художні фільми
| Рік          | Назва                     | Роль        | Примітки  |
| ------------ | ------------------------- | ----------- | --------- |
| 2017         | Hostage X                 |             | [ 15 ]    |
| 2017         | Alessandra and the Fitter | Alessandra  | [ 16 ]    |
| 2019         | Transit 17                | Snow        |           |
| В очікуванні | Implosion: ZERO_DAY       | Faye Garron | Озвучання |

### Короткометражні фільми
| Рік  | Назва                   | Роль            | Примітки |
| ---- | ----------------------- | --------------- | -------- |
| 2016 | Tom's Treasure Hunt     | Vera            |          |
| 2016 | The Actor and The Model | TV show hostess |          |
| 2019 | The Road of Repentance  | Lenora          |          |

### Телебачення
| Рік       | Назва                                          | Роль                      | Примітки                                                                     |
| --------- | ---------------------------------------------- | ------------------------- | ---------------------------------------------------------------------------- |
| 2014      | Tonari no Seki-kun: The Master of Killing Time | Себе — виконавиця         | Початкова тема (нідерландська версія)                                        |
| 2015      | The Game Awards                                | Себе — виконавиця         |                                                                              |
| 2015–2016 | The StefanDonna Show                           | Себе                      | Веб-серіал                                                                   |
| 2017      | Tokyayo                                        | Себе                      | Епізод: «Faberyayo has a date with the beautiful Stefanie in the geek-mecca» |
| 2023      | Vivienne's Late Night Chow                     | Vivienne Niemantsverdriet | Веб-серіал, пов'язаний з відеогрою Wanted: Dead                              |